# Karel Růžička (bobista)
Karel Růžička (* 11. května 1909) byl český bobista.

## Závodní kariéra
Startoval na ZOH 1936 v Garmisch-Partenkirchenu, kde skončil v závodě dvojbobů na 20. místě a soutěž dvojbobů nedokončil. V roce 1935 získal stříbrnou medaili na mistrovství světa v závodě dvojbobů v Iglsu (s pilotem Josefem Lanzendörferem).